# Jo Swinson

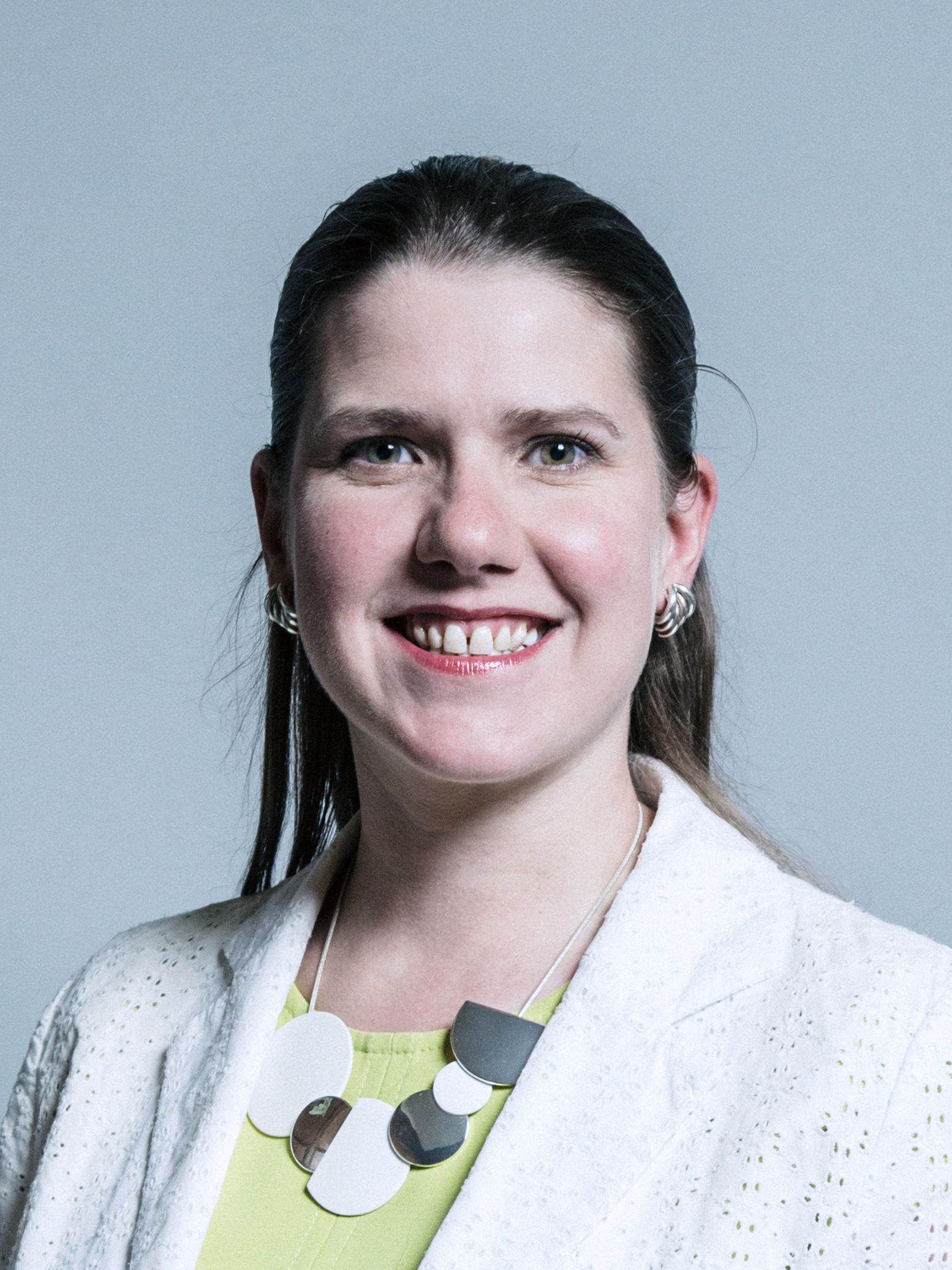
Jo Swinson (2017)

Joanne Kate „Jo“ Swinson CBE (* 5. Februar 1980 in Glasgow) ist eine schottische Politikerin der Liberal Democrats. Sie war von Juli bis Dezember 2019 Parteichefin der Liberal Democrats.

## Leben
Swinson wuchs in der Region East Dunbartonshire in einer Glasgower Mittelschichtfamilie auf. Sie besuchte die Douglas Academy in Milngavie in Schottland sowie die London School of Economics, an der sie Management studierte. Später arbeitete sie in der Marketing- und Kommunikationsbranche im Norden Englands. Swinson ist seit 2011 mit ihrem Parteikollegen Duncan Hames verheiratet. 2013 bekam das Paar sein erstes Kind, einen Sohn. 2018 kam ein weiteres Kind zur Welt.

## Politischer Werdegang

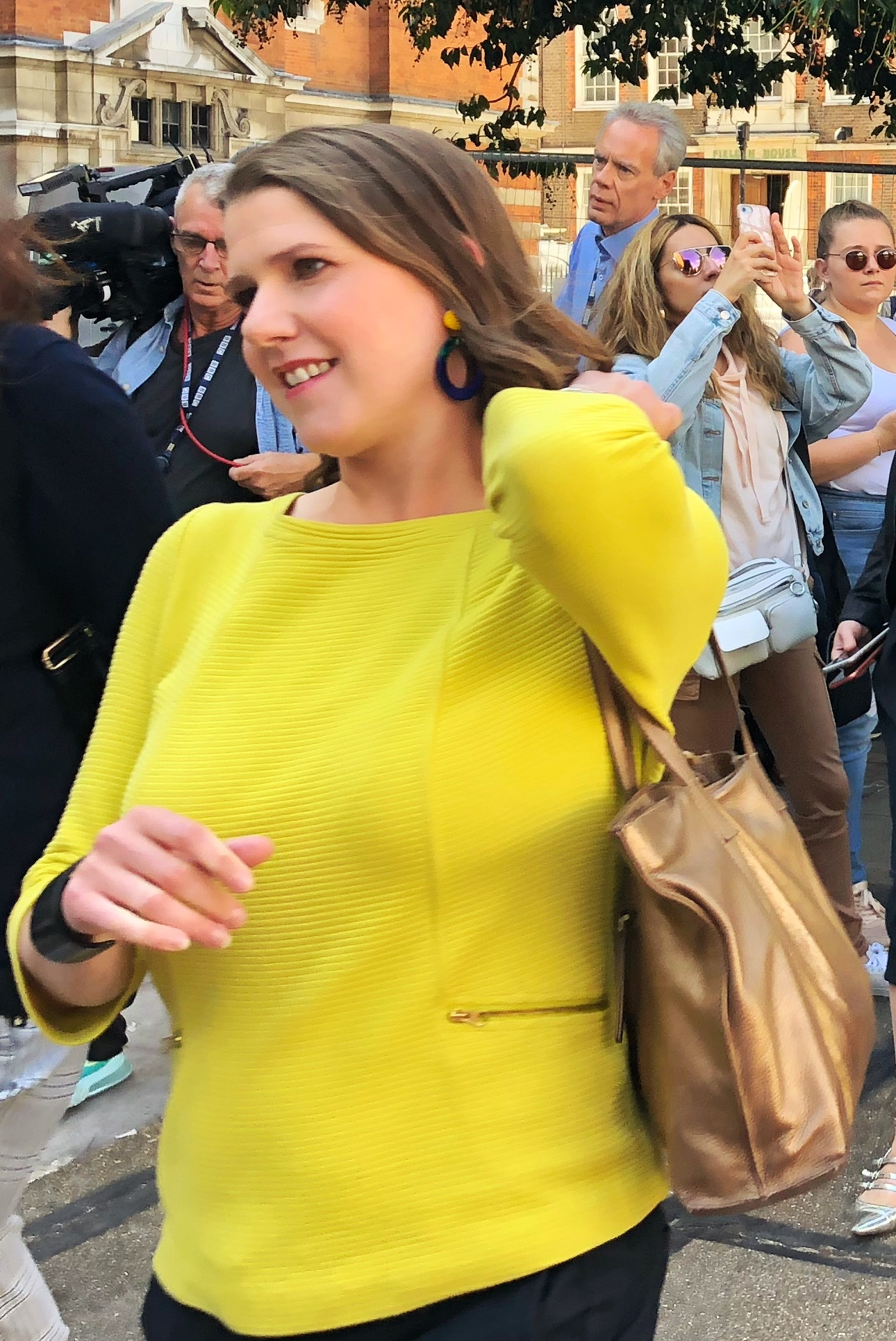
Jo Swinson im September 2019

Im Alter von 17 Jahren trat Swinson den Liberal Democrats bei. Von 1998 bis 1999 fungierte sie als Sekretärin der Jugendorganisation der Liberal Democrats. Bei den Unterhauswahlen 2001 trat sie zum ersten Mal zu Wahlen auf nationaler Ebene an. Sie bewarb sich um den Unterhaussitz Kingston upon Hull East, den sie als Zweitplatzierte jedoch deutlich gegen den Labour-Kandidaten John Prescott verpasste. Auch um ein Mandat im schottischen Parlament bewarb sich Swinson bei den schottischen Parlamentswahlen 2003. In ihrem Wahlkreis Strathkelvin and Bearsden erhielt sie nur den dritthöchsten Stimmenanteil.
Zu den Unterhauswahlen 2005 bewarb sie sich um den Unterhaussitz ihres Heimatwahlkreises East Dunbartonshire, der im Zuge der Wahlkreisrevision zu diesen Wahlen wiedereingeführt wurde. Mit 41,8 % gewann Swinson den Sitz und zog in der Folge erstmals in das britische Unterhaus ein. Während der ersten vier Jahre ihrer Amtszeit war sie das jüngste Parlamentsmitglied und das erste, das bereits in den 1980er Jahren geboren war. Im Parlament fungierte Swinson bis 2006 als Parteisprecherin für Kultur, Medien und Sport sowie als Whip. Im Schattenkabinett der Liberaldemokraten war sie zeitweilig als Schottlandministerin vorgesehen. 2007 sorgte sie mit einem Gesetzesentwurf, der den Verpackungsmüll deutlich reduzieren sollte, für Aufsehen. 2007 war sie zunächst Juniorministerin für Frauen und Gleichheit und dann für eine solche Position im Außenministerium vorgesehen.
Bei den Unterhauswahlen 2010 verteidigte Swinson ihren Unterhaussitz. Bis 2012 bekleidete sie zunächst eine Position als Parliamentary Private Secretary unter dem Wirtschaftsminister Vince Cable. Danach wechselte sie kurz auf eine solche Position unter dem stellvertretenden Premierminister Nick Clegg. Swinson stieg dann auf und wurde als Parliamentary Under-Secretary of State im Wirtschaftsministerium sowie im Kulturministerium für Frauen und Gleichheit eingesetzt. Infolge massiver Stimmgewinne der SNP bei den Unterhauswahlen 2015 verlor sie ihren Unterhaussitz, den der SNP-Kandidat John Nicolson gewinnen konnte. Bei den vorgezogenen Unterhauswahlen 2017 konnte sie den Sitz von East Dunbartonshire jedoch zurückgewinnen.
Als der bisherige Parteichef der Liberal Democrats Vince Cable im Mai 2019 seinen Rücktritt ankündigte, bewarb sie sich um dessen Posten. Gegen den einzigen Gegenkandidaten Ed Davey setzte sie sich bei einer Mitgliederbefragung mit 47.997 zu 28.021 Stimmen durch. Als Vorsitzende wollte sie vor allem gegen den Brexit vorgehen; gleichzeitig sah sie sich vor der Aufgabe, die Partei bei den hohen Umfragewerten zu halten.
Vor der Unterhauswahl 2019 positionierte Swinson die Liberaldemokraten als die Remain-Partei. So versprach Swinson, im Falle eines Wahlsiegs den Brexit auch ohne ein zweites Referendum zu stoppen. Die Partei kam insgesamt auf nur 11 Sitze, Swinson verlor ihren Wahlkreis East Dunbartonshire an die SNP-Kandidatin Amy Callaghan. Anschließend erklärte sie ihren Rücktritt als Parteichefin. Die Führung der Liberal Democrats übernahmen vorläufig Vizechef Ed Davey und Parteipräsidentin Sal Brinton gemeinsam.